# هيرمان هاوغن
هيرمان هاوغن (بالنرويجية البوكمول: Herman Haugen)‏ هو لاعب كرة قدم نرويجي في مركز الدفاع، ولد في 25 أبريل 2000. لعب مع نادي فيكينغ.

## وصلات خارجية
- هيرمان هاوغن على موقع اتحاد النرويج (النرويجية)
- هيرمان هاوغن على موقع قاعدة بيانات كرة القدم.إي يو (الإنجليزية)
- هيرمان هاوغن على موقع Soccerbase.com (لاعب) (الإنجليزية)
- هيرمان هاوغن على موقع Soccerway.com (الإنجليزية)